# 上肖镇
上肖镇，原为上肖乡，是中华人民共和国甘肃省庆阳市镇原县下辖的一个乡镇级行政单位。2018年6月撤乡改镇。

## 行政区划
上肖镇下辖以下地区：
雄武村、梧桐村、北庄村、路岭村、净口村、青寨村、翟池村、杨城村、南李村、西岭村和姜曹村。